# Российское общество социологов
Росси́йское о́бщество социо́логов — ассоциация российских социологов, объединяющая около 4000 учёных. В связи с интересом к социологии со стороны специалистов других наук членами РОС становятся не только социологи, но и педагоги, психологи, философы, экономисты, лингвисты, историки и представители иных научных дисциплин.

## История
Российское общество социологов было создано на учредительной конференции, прошедшей в Москве 21—22 сентября 1989 года, как республиканская организация в рамках Советской социологической ассоциации. В работе учредительной конференции приняли участие 55 делегатов от всех 10 региональных отделений Советской социологической ассоциации, представлявших свыше 3500 индивидуальных и более 500 коллективных членов ССА, действовавших на территории РСФСР. В числе основателей Российского общества социологов известные учёные: Ф. М. Бородкин, В. И. Добреньков, В. С. Дудченко, А. К. Зайцев, А. Г. Здравомыслов, Л. Н. Коган, Н. И. Лапин, В. А. Мансуров, А. В. Тихонов, В. А. Ядов и другие. Создание РОС было поддержано президентом Советской социологической ассоциации, академиком Т. И. Заславской.
Председателем оргкомитета учредительной конференции являлся вице-президент Советской социологической ассоциации, член-корреспондент Академии наук СССР Н. И. Лапин, который в своей программе развития РОС на первые три года, предложил по-настоящему демократические и новаторские способы управления сообществом. По мнению Н. И. Лапина выбирать президентов Российского общества социологов следовало сроком на один год, на основании разработанной ими тематической программы, и ежегодно проводить конференции РОС в том городе, который представляет победивший кандидат. Несмотря на оживлённые споры, членами учредительной конференции эта идея была поддержана, так как позволяла существенно расширить «социологическую географию» и создавала возможность для всех социологических исследовательских институтов предложить свою научную тему и организовать у себя всероссийскую социологическую конференцию. В связи с тем, что подготовка столь масштабных конференций, особенно учреждениями, не имевшими подобного опыта, требовала не менее двух лет, то участниками учредительной конференции было принято решение об определении тем конференций, места их проведения и, соответственно, выборов Президента Российского общества социологов, не менее, чем за два года. Таким образом, уже на учредительной конференции РОС были выбраны темы, места проведения всероссийских конференций и руководители Российского общества социологов на 1990, 1991 и 1992 годы. Ими стали: в 1990 году — «Ценности социальных групп и перестройка: от кризисной разобщенности — через диалог — к новым ценностям» (место проведения — г. Москва, Президент РОС — член-корреспондент Академии наук СССР Н. И. Лапин); в 1991 г. — «Социальные напряжённости: причины, формы проявления, способы регулирования» (место проведения — г. Калуга, Президент РОС — доктор философских наук А. К. Зайцев), в 1992 г. — «Социальные инновации: от локальных экспериментов к республиканской сети» (место проведения — г. Ярославль, Президент РОС — кандидат философских наук В. С. Дудченко). В соответствии с принятым решением все эти конференции были проведены в выбранных городах, однако впоследствии из-за финансовых трудностей и от принципа ежегодной ротации Президентов Российского общества социологов и от проведения всероссийской социологической конференции в новых городах отказались.
На учредительной конференции был избран президиум и ревизионная комиссия РОС, в которых были представлены свыше 40 социологических центров, расположенных в 25 городах Российской Федерации. Также были созданы первые семь исследовательских секций: «Общие проблемы развития РСФСР как социально-политической общности», «Социологические проблемы отчуждения труда в российской промышленности», «Мотивы и стимулы к труду», «Социологическое обеспечение нововведений», «Социологические проблемы общественных организаций и движений в России», «Теория, методология и история российской социологии», «Социальная информатика, применение ЭВМ в социологических исследованиях».
В 1991 году Российское общество социологов стало самостоятельным, выполняя функции ССА на территории РСФСР.  22 января 1992 года Советская социологическая ассоциация прекратила свою деятельность в качестве национальной организации Международной социологической ассоциации и передала свои полномочия в качестве её члена и координатора региональных отделений, действующих на территории России, Российскому обществу социологов.
C 1998 года выходил информационный бюллетень «Вестник РОС». За десять лет было выпущено 25 номеров. На его страницах отражалась деятельность региональных отделений, исследовательских комитетов, результаты сотрудничества различных социологических структур, значимые даты и острые проблемы в жизни сообщества и страны.
В 2007 году был открыт официальный сайт общества, на котором размещается вся информация о деятельности Российского общества социологов, в связи с чем прекращён выпуск «Вестник РОС».

## Президенты
1. 1990 — Н. И. Лапин, заведующий отделом аксиологии и философской антропологии Института философии АН СССР (1985—1988)[4], главный научный сотрудник Института социологии РАН[5].
2. 1991 — А. К. Зайцев, директор Калужского института социологии.
3. 1992 — В. С. Дудченко, директор консультационной фирмы «Менеджмент Сервис».
4. 1993—1997 — В. А. Ядов, ведущий российский социолог, специалист в области социологии труда и экономической социологии.
5. 1998—наст.вр. — В. А. Мансуров, академик РАСН, МАИ, заместитель директора Института социологии РАН.

## Деятельность

### Организационная деятельность

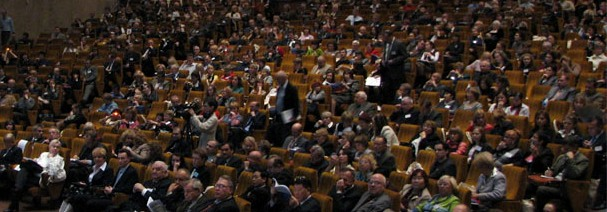
III Всероссийский социологический конгресс

Российское общество социологов является инициатором и одним из организаторов Всероссийских социологических конгрессов, проводимых с 2000 года. В конгрессах принимают участие социологи со всей России, а также представители Международной и Европейской социологических ассоциаций. Всероссийские социологические конгрессы зарегистрированы в международном реестре национальных конгрессов Международной социологической ассоциации и Европейской социологической ассоциации.
| Конгресс                                   | Тема конгресса                                                                  | Сроки проведения                  | Место проведения | Примерное количество участников |
| ------------------------------------------ | ------------------------------------------------------------------------------- | --------------------------------- | ---------------- | ------------------------------- |
| I Всероссийский социологический конгресс   | «Общество и социология: новые реалии и новые идеи»                              | 27-30 сентября 2000 года          | Санкт-Петербург  | 1000                            |
| II Всероссийский социологический конгресс  | «Российское общество и социология в XXI веке: социальные вызовы и альтернативы» | 30 сентября - 2 октября 2003 года | Москва           | 1300                            |
| III Всероссийский социологический конгресс | «Социология и общество: проблемы и пути взаимодействия»                         | 21-24 октября 2008 года           | Москва           | 2500                            |
| IV Всероссийский социологический конгресс  | «Социология и общество: глобальные вызовы и региональное развитие»              | 23-25 октября 2012 года           | Уфа              | 1500                            |
| V Всероссийский социологический конгресс   | «Социология и общество: социальное неравенство и социальная справедливость»     | 19-21 октября 2016 года           | Екатеринбург     | 1000                            |

При участии РОС ежегодно проводятся традиционные социологические чтения: Афанасьевские, Дридзевские, Ковалевские, Когановские, Уральские, Файнбургские и др. По их итогам осуществляется выпуск публикаций.

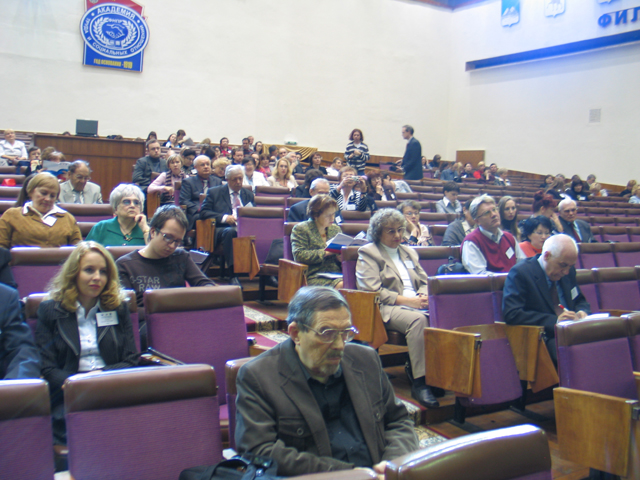
Конференция «Образование и общество»

В 2009 году силами РОС, Института социологии РАН и Академии труда и социальных отношений была проведена Всероссийская социологическая конференция «Образование и общество», в которой приняли участие ведущие российские социологи (всего было заявлено 428 докладов).
В 2010 году РОС, Институт социологии РАН и РУДН провели Всероссийскую социологическую конференцию «Этнос, нация, общество: российская реальность и перспективы».
1-2 ноября 2011 года РОС, Институт социологии РАН и Академия труда и социальных отношений провели Всероссийскую социологическую конференцию «Управление и общество: назревшие проблемы, исследования и разработки». Целью конференции являлась интеграция социологов и специалистов из смежных дисциплин, занимающихся исследованиями и разработками в области реформирования отечественной системы управления. В формате конференции были проведены очередные Харчевские и Дридзевские чтения.
С 2000 года РОС проводит ежегодный конкурс научных работ по следующим номинациям: «Коллективные монографии и научные сборники по результатам социологических исследований», «Учебники и учебные пособия», «Монографии», «Словари».

### Научная деятельность
РОС организует Всероссийские и Международные исследования по актуальным проблемам современности. В 1999 году по заказу Независимых профсоюзов было выполнено исследование «Детский труд в России». Одним из крупных исследований явилось исследование проблем взаимоотношения государств, входящих в ОДКБ и отношение населения стран ОДКБ к проблемам безопасности и терроризма. Сделан прогноз развития Интернета в России. Реализован научно-образовательный проект, посвящённый использованию современных Интернет-технологий в российской социологии.
Силами региональных отделений РОС регулярно проводятся федеральные исследования. Первое межрегиональное исследование «Студенты о Великой Отечественной войне», проведённое в 2005 году, было посвящено 60-летнему юбилею Победы в Великой Отечественной войне. Второе, посвящённое 50-летию ССА/РОС, «Гражданская культура современного российского студенчества» продолжило и углубило исследование 2005 года. Исследование осуществлялось по единой (коллективно подготовленной) методике и охватило более 4 тысяч студентов различных вузов. Оно проводилось в 17 регионах России. Результаты опубликованы в виде коллективной монографии.

### Международное научное сотрудничество
Одной из задач РОС является развитие научных связей и научного сотрудничества российских социологов с зарубежными учёными, международными и зарубежными социологическими ассоциациями. Российские учёные — члены ССА/РОС неоднократно избирались в руководящие органы Международной социологической ассоциации. Первым от России в её руководящие органы был избран В. А. Ядов. В настоящее время вице-президент РОС Н. Е. Покровский и д.соц. н. Е. А. Здравомыслова являются членами Исполкома МСА. В Европейской социологической ассоциации в состав Исполкома избирались члены РОС В. В. Радаев, О. А. Здравомыслова, Е. Ю. Мещеркина, В. А. Мансуров, в настоящее время членом Исполкома ЕСА является Е. Н. Данилова. РОС принимает участие во всех международных мероприятиях, организуемых ЕСА и МСА. Отечественные социологи неоднократно выступали на их открытии в качестве основных докладчиков. Российские учёные — руководители исследовательских комитетов РОС часто возглавляют работу секций и сессий конгрессов МСА и конференций ЕСА. О. Н. Яницкий, И. В. Бестужев-Лада являются создателями и первыми сопредседателями Исследовательского комитета МСА и ЕСА. На каждую конференцию ЕСА и конгресс МСА РОС готовит специальный выпуск докладов исследователей из России на английском языке, которые вызывают большой интерес коллег. Начиная с XV Всемирного социологического конгресса (2002 г., г. Брисбен, Австралия) РОС проводит презентационные сессии, где представляет доклады о проблемах социологии в России, развитии таких направлений исследований как этносоциология, социология образования, социальная теория, социология социальной сферы, роль социологических журналов в развитии науки.
С 2010 года РОС входит в Координационный Совет стран БРИКС (BRICS), который провел 3 встречи полномочных представителей национальных ассоциаций, в марте 2010 в Пекине, в июле 2010 в Гётеборге (в рамках XIX Всемирного социологического конгресса), а также в октябре 2012 года в Уфе в рамках четвёртого Всероссийского социологического конгресса.

### Обсуждение проблем, важных для российского общества
В 2001 году РОС участвовало в острой дискуссии о роли и месте социологии в обществе, вызванной ситуацией с выведением социологии из списка обязательных дисциплин в системе высшего образования. РОС неоднократно организовывало профессиональную экспертизу методик и результатов исследований, проводимых в регионах страны. Российское общество социологов совместно с Институтом социологии РАН реализуют научно-образовательный проект, целью которого является сокращение отставания российской социологии в области использования современных информационных технологий и компьютерных систем для сбора и анализа социологической информации.
Широкий резонанс вызвало так называемое «дело Грошева». Проведя опрос курсантов Тюменского юридического института МВД, И. Л. Грошев по результатам написал статью, которая очень не понравилась начальнику института, так как курсанты в своих ответах писали о взятках и других нарушениях, с которыми они сталкивались во время обучения. Администрация обвинила социолога в нанесении ущерба деловой репутации Института, а суд признал иск справедливым. РОС встало на защиту И. Л. Грошева, на сайте РОС было опубликовано открытое письмо Президента РОС В. А. Мансурова в поддержку Грошева.

## Структура

### Исполком РОС
Высшим руководящим органом РОС является Съезд, созываемый Президиумом один раз в четыре года. Внеочередные Съезды собираются по инициативе Президиума, по требованию Ревизионной комиссии или 1/3 региональных отделений.

#### Президент РОС
Президент РОС избирается на Съезде РОС. В настоящее время Президентом РОС является академик РАСН, доктор философских наук, профессор Валерий Андреевич Мансуров.

#### Вице-президенты РОС
Исполнительный вице-президент — Е. И. Пронина, старший научный сотрудник Института социологии РАН.
Первый федеральный вице-президент — Г. Е. Зборовский, профессор, член ЕСА.
Первый федеральный вице-президент — Е. Н. Икингрин, профессор
Первый федеральный вице-президент — С. А. Кравченко, профессор.
Первый федеральный вице-президент — Н. Е. Покровский, профессор.
Первый федеральный вице-президент — И. А. Сосунова, профессор.
Первый федеральный вице-президент — А. В. Тихонов, главный научный сотрудник Института социологии РАН, профессор.
Первый федеральный вице-президент — А. Ю. Чепуренко, профессор.
Первый федеральный вице-президент — М. Ф. Черныш, зав. сектором Института социологии РАН.
Региональный вице-президент (Север) — Т. П. Белова.
Региональный вице-президент (Урал) — Ю. Р. Вишневский, профессор.
Региональный вице-президент (Юг) — Н. В. Дулина, профессор.
Региональный вице-президент (Северный Кавказ) — Х. В. Дзуцев, профессор.
Региональный вице-президент (Северо-Запад) — А. В. Дука.
Региональный вице-президент (Поволжье) — А. Н. Ершов, профессор, ректор Института государственной службы при Президенте Республики Татарстан.
Региональный вице-президент (Сибирь, Дальний Восток) — В. Г. Немировский, профессор.
Региональный вице-президент (Центр) — Н. А. Романович.
Региональный вице-президент (Северо-Восток) — А. В. Стожаров.

### Региональные отделения
В настоящее время в структуру РОС входят 71 региональное отделение, которые осуществляют координацию научной социологической деятельности в регионе, проводят научные исследования, конференции, круглые столы, осуществляют прием новых членов РОС:
1. Алтайское
2. Архангельское
3. Астраханское
4. Башкортостанское
5. Белгородское
6. Брянское
7. Бурятское
8. Владимирское
9. Волгоградское
10. Воронежское
11. Дагестанское
12. Забайкальское
13. Ивановское
14. Иркутское
15. Кабардино-Балкарское
16. Калининградское
17. Калмыцкое
18. Калужское
19. Карачаево-Черкесское
20. Карельское
21. Кемеровское
22. Кировское
23. Коми
24. Костромское
25. Краснодарское
26. Красноярское
27. Курское
28. Магаданское
29. Марийское
30. Мордовское
31. Московское областное
32. Московское
33. Мурманское
34. Нижегородское
35. Нижневартовское
36. Новороссийское
37. Новосибирское
38. Омское
39. Оренбургское
40. Орловское
41. Пензенское
42. Пермское
43. Приднестровское
44. Приморское
45. Псковское
46. Ростовское
47. Самарское
48. Санкт-Петербургское
49. Саратовское
50. Сахалинское
51. Северо-Осетинское
52. Смоленское
53. Ставропольское
54. Татарское
55. Тверское
56. Томское
57. Тувинское
58. Тульское
59. Тюменское
60. Удмуртское
61. Ульяновское
62. Уральское
63. Хабаровское
64. Ханты-Мансийское
65. Челябинское
66. Чеченское
67. Чувашское
68. Югорское
69. Якутское
70. Ямало-Ненецкое
71. Ярославское

### Исследовательские комитеты
В настоящее время в структуру РОС входят 33 исследовательских комитетов, которые проводят научные исследования, конференции и круглые столы, конкурсы научных работ, осуществляют международное научное сотрудничество с профильными исследовательскими комитетами МСА и Европейской социологической ассоциации:
1. Биография и общество
2. Гендерная социология
3. Изучение использования времени
4. Интернет-исследования
5. Исследовательский комитет РАПН и РОС «Политическая социология»
6. Математическое моделирование и анализ данных в социологии
7. Методология и методы социологических исследований
8. Системная социология
9. Социология конфликта
10. Социальная коммуникация, социальное участие и интерактивные масс-медиа
11. Социальная политика
12. Социальное управление
13. Социальные движения, коллективные действия и социальные перемены
14. Социальные трансформации и социология развития
15. Социология городского и регионального развития
16. Социология девиантного поведения
17. Социология детства
18. Социология здоровья и здравоохранения
19. Социология медицины
20. Социология молодёжи
21. Социология науки и технологий
22. Социология образования
23. Социология Православия
24. Социология профессий и профессиональных групп
25. Социология религии
26. Социология риска и катастроф
27. Социология семьи
28. Социология труда
29. Социология управления и организаций
30. Социология физической культуры и спорта
31. Старшее поколение
32. Теория и история социологии
33. Экосоциология
34. Этническая социология
35. Язык и общество: социолингвистика